# Paradoxe de Klein

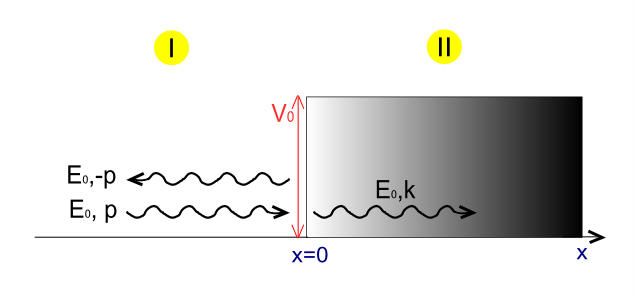
L'onde incidente E0, p arrive sur la marche de potentiel de hauteur V. Elle se réfléchit en une onde E0, -p et une onde transmise E0, k qui ne disparait pas après une courte distance.

En mécanique quantique relativiste, le paradoxe de Klein est un paradoxe lié à l'équation de Dirac découvert par Oskar Klein. Le paradoxe apparait lorsqu'on tente d'interpréter certaines solutions de l'équation de Dirac dans le cadre d'une théorie décrivant une seule particule.

## Description
Supposons un électron d'énergie E classiquement confiné dans le demi-espace x < 0 par un potentiel en marche d'escalier de hauteur finie V > E (on suppose initialement que V - E < mc²). Sa description quantique via l'équation de Dirac montre qu'il existe dans le demi-espace x > 0 une onde évanescente, qui pénètre sur une faible épaisseur dans la région classiquement interdite, avec une amplitude exponentiellement décroissante. On pourrait penser réduire cette pénétration en augmentant la hauteur de V. Malheureusement, lorsque V devient supérieur à E + mc², l'amplitude de l'onde dans le demi-espace x > 0 devient constante : l'onde n'est plus évanescente, l'électron n'est plus confiné à gauche. Pis encore, l'onde réfléchie a une amplitude qui devient supérieure à celle de l'onde incidente !
Ce paradoxe se résout en abandonnant la description à une particule, c’est-à-dire en se plaçant dans le cadre de la théorie quantique des champs : lorsque V devient supérieur à E + mc², il y a création de paires électron-positron.

## Articles liés
- Équation de Dirac
- Zitterbewegung
- Théorie quantique des champs